# Lijst van spelers van Zagłębie Lubin
Deze lijst bevat voetballers die bij de Poolse voetbalclub Zagłębie Lubin spelen of gespeeld hebben. De namen zijn alfabetisch gerangschikt.

## A
- David Abwo
- Marcin Adamski
- Vidas Alunderis
- Anderson
- André Nunes
- Artur Andruszczak
- Manuel Arboleda

## B
- Jaroslaw Bako
- Dawid Banaczek
- Jacek Banaszynski
- Grzegorz Bartczak
- Mateusz Bartczak
- Adrian Błąd
- Brasília
- Patryk Bryła
- Krzysztof Budka
- Mateusz Bukowiec
- Adam Buksa

## C
- Vladimir Cap
- Tomasz Cebula
- Edward Cecot
- Michal Chalbinski
- Jaroslav Chwaliszewski
- Daniel Chyła
- Piotr Czachowski
- Dariusz Czykier

## D
- Damian Dąbrowski
- David Caiado
- Enkelejd Dobi
- Dušan Đokić
- Miroslav Dreszer
- Pawel Drumlak
- Daniel Dubicki

## E
- Martins Ekwueme

## F
- Fernando Dinis
- Filipe
- Konrad Forenc
- Karol Fryzowicz

## G
- Dominykas Galkevicius
- Łukasz Ganowicz
- Tomasz Gasiorek
- Jaroslaw Gierejkiewicz
- Marek Godlewski
- Michał Goliński
- Jaroslaw Gora
- Wojciech Gorski
- Zbigniew Grzybowski

## H
- Łukasz Hanzel
- Csaba Horváth
- Rafal Hübscher
- Jurijs Hudjakovs

## I
- Sunday Ibrahim
- Bojan Isailović
- Maciej Iwański

## J
- Dariusz Jackiewicz
- Kamil Jackiewicz
- Radoslaw Janukiewicz
- Artur Januszewski
- Łukasz Jasiński
- Andrzej Jaskot
- Jernej Javornik
- Jakub Jesionkowski
- Róbert Jež
- Marko Jovanovic

## K
- David Kalousek
- Radosław Kałużny
- Szymon Kapias
- Krzysztof Kazimierczak
- Wojciech Kędziora
- Mikkel Kirkeskov
- Arkadiusz Klimek
- Patryk Klofik
- Robert Klos
- Przemysław Kocot
- Robert Kolendowicz
- Ernest Konon
- Jewhen Kopyl
- Ireneusz Kowalski
- Michal Kowbel
- Igor Koziol
- Piotr Krakowski
- Matija Kristic
- Jaroslaw Krupski
- Andrzej Krzystalowicz
- Arkadiusz Kubik
- Romuald Kujawa

## L
- Mate Lacić
- Piotr Lech
- Grzegorz Lewandowski
- Mariusz Lewandowski
- Mariusz Liberda
- Michał Łabędzki
- Wojciech Łobodziński

## M
- Danijel Madaric
- Slawomir Majak
- Jacek Manuszewski
- Dariusz Marciniak
- Adam Matysek
- Ilian Micanski
- Łukasz Mierzejewski
- Robert Mioduszewski
- Moses Molongo
- Olgierd Moskalewicz
- Zbigniew Murdza

## N
- Costa Nhamoinesu
- Grzegorz Niciński
- Andrzej Niedzielan

## O
- Pawel Ochota
- Paweł Oleksy
- Wojciech Olszowiak
- Radek Oprsal
- Amer Osmanagić
- Krzysztof Ostrowski

## P
- Slawomir Pach
- Szymon Pawłowski
- Zeljko Perovic
- Krzysztof Piątek
- Mariusz Piekarski
- Rafal Pietka
- Marcin Pietroń
- Damian Pietrowski
- Damian Piotrowski
- Łukasz Piszczek
- Dawid Plizga
- Jerzy Podbrożny
- Petr Pokorný
- Jaroslaw Popiela
- Preto
- Aleksander Ptak
- Jakub Puchalski

## R
- Nerijus Radzius
- Deniss Rakels
- Adrian Rakowski
- Carlos Renan
- Sergio Reyna
- Fernando Rodríguez
- Tomasz Romaniuk
- Rui Miguel
- Bartosz Rymaniak
- Robert Rzeczycki
- Mariusz Rzepecki

## S
- Tomasz Salamoński
- Kazimierz Sidorczuk
- Václav Sejk
- Maciej Sliwowski
- Sreten Sretenovic
- Michał Stasiak
- Pawel Strak
- Piotr Świerczewski
- Andrzej Szczypkowski
- Grzegorz Szeliga
- Tomasz Szewczuk
- Jakub Szmatula
- Dariusz Sztylka

## T
- Thiago Ribeiro
- Tiago
- Mouhamadou Traoré
- Daniel Trescinski
- Piotr Tyszkiewicz

## U
- Krzysztof Ulatowski

## V
- Michal Vaclavik
- Tomislav Visevic

## W
- Kamil Wilczek
- Tomasz Wisio
- Piotr Wlodarczyk
- Grzegorz Wódkiewicz
- Zbigniew Wojcik
- Jerzy Wojnecki
- Krzysztof Wołczek
- Arkadiusz Woźniak
- Pawel Wozniak

## Z
- Bogdan Zajac
- Marek Zajac
- Michał Zapaśnik
- Adam Zejer
- Dariusz Zuraw
- Mateusz Żytko